# The ? Motorist
Pour plus de détails, voir Fiche technique et Distribution.
The ? Motorist est un film muet britannique réalisé par Walter R. Booth, sorti en 1906.

## Synopsis
Un policier tente d'arrêter une automobile décapotable occupée par un couple trop pressé. L'automobiliste n'obtempère pas, fauchant le policier qui se retrouve à cheval sur le capot, puis tombe sous les roues qui lui passent sur les jambes, mais il se relève aussitôt et entreprend de poursuivre les chauffards. Le véhicule grimpe alors sur la façade d’un immeuble qui lui sert de tremplin vers les nuages qu’il utilise comme chemin pour atteindre la Lune autour de laquelle il effectue une boucle, puis il se pose sur les anneaux de Saturne qui lui servent de circuit. L'automobile obéit enfin aux lois de la pesanteur et retombe dans le vide. Longue chute jusqu’à la Terre où l’automobile crève le toit d’un bâtiment qui s’avère être le tribunal où un juge envoie en prison un voyou. La voiture file à l'extérieur où le juge, le greffier et le policier les rattrapent. Mystère ! Le véhicule se transforme en paisible carriole tractée par un cheval. L'accusation d'excès de vitesse ne tient plus, les poursuivants baissent les bras. C'est alors que la carriole redevient une automobile qui s'éloigne à toute allure,.

## Fiche technique
- Titre original : The ? Motorist
- Réalisation : Walter R. Booth
- Production : Robert W. Paul
- Pays d'origine : Grande-Bretagne
- Format : Noir et blanc
- Genre : Comédie de science-fiction, fantastique
- Durée : 2 minutes 20 secondes
- Date de sortie : Royaume-Uni : octobre 1906